# Hirejaiganur, Hospet
Hirejaiganur là một làng thuộc tehsil Hospet, huyện Bellary, bang Karnataka, Ấn Độ.